# María Cecilia Botero
María Cecilia Botero Cadavid (Medellín, Antioquia, 13 de maio de 1955) é uma atriz, apresentadora e jornalista colombiana.

## Biografía

### Inícios
Ela estudou antropologia muito antes de se tornar atriz. Filha do maestro Jaime Botero Gómez e sobrinha de Dora Cadavid.
Iniciou sua carreira artística com El fantasma de Canterville, em 1971, ao lado de Carlos Benjumea, Maruja Toro, Enrique Pontón e Franky Linero. Ela substituiu Mariela Hijuelos, que faleceu durante a gravação de La Vorágine (1975). Foi Manuela Saénz na série Bolívar, o homem das dificuldades em 1981. Foi María Cándida em La Pezuña del Diablo (1983), Yadira La Ardiente em Caballo viejo (1988) e Sándalo Daza em Música maestro (1990). Seus irmãos Óscar Botero e Ana Cristina Botero também são atores.

### Carreira artística
Ela estreou como atriz de cinema em 1972, quando estrelou o filme María, ao lado de Fernando Allende.
María Cecilia Botero tornou-se uma das figuras mais apreciadas do entretenimento colombiano.
Talvez seus personagens mais lembrados sejam Yadira la Ardiente, da novela Caballo viejo, e Sándalo Daza, de Música maestro. 
Paralelamente à sua carreira como atriz, María Cecilia produziu e protagonizou diversas comédias musicais dirigidas por seu marido, o argentino David Stivel (com quem se casou em 1982), já falecido. Com David, ela teve um filho chamado Mateo Stivelberg.
Seu sonho de popularizar o teatro musical na Colômbia a levou a fazer produções tão importantes quanto Peter Pan, Sugar e La Mujer del Año. Também se destacou como apresentadora de telejornais e como apresentadora dos talk shows María C. Contigo e Las Tardes de María C.
Em 2005, foi convidada para fazer parte da novela Lorena, produzida pela RCN Television, onde desempenhou seu primeiro papel antagônico, dando vida à malvada Rufina de Ferrero, onde mudou radicalmente seu visual e mostrou sua grande capacidade histriônica.
María Cecilia não descuidou de sua vocação de professora e dirige a Academia Charlot, a escola que criou seu pai, Jaime Botero, na cidade de Bogotá.

### 50 anos de vida artística
Em 2020, comemorou 50 anos de vida artística, destacando-se no teatro, televisão e cinema.
Apresentou o programa Día a Día no canal Caracol Television, junto com Catalina Gómez e Agmeth Escaf.
Em 2021, ela participou como a voz espanhola da Vovó Alma no filme da Disney Encanto , junto com as vozes de atores como John Leguizamo, Angie Cepeda, Carolina Gaitán, entre outros.

## Filmografia

### Televisão

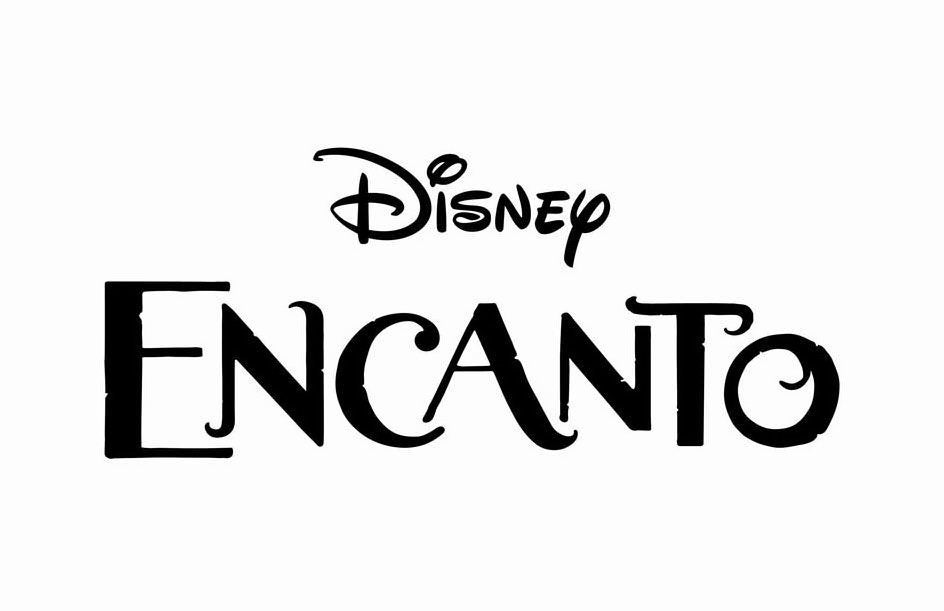
Botero participou com sua voz em espanhol no filme da Disney Encanto, em 2021.

| Ano       | Título                                 | Personagem                          |
| --------- | -------------------------------------- | ----------------------------------- |
| 2020      | La venganza de Analía                  | Eugenia Márquez de la Torre         |
| 2019-2021 | Enfermeras                             | Beatriz Ramírez                     |
| 2019      | La cuadra                              | Ela mesma                           |
| 2018      | La ley secreta                         | Bertha                              |
| 2016-2017 | Hilos de sangre azul                   | Sonia Díaz                          |
| 2015-2016 | Las hermanitas Calle                   | Isabel                              |
| 2014      | La suegra                              | Beatriz Eugenia Espitia             |
| 2013      | La hipocondríaca                       | Maruja Maldonado de Pulido          |
| 2011      | La bruja                               | Carmen Escobar                      |
| 2010      | Secretos de familia                    | Mercedes Romero viúva de San Miguel |
| 2008-2009 | Muñoz vale x 2                         | Victoria de Castellanos             |
| 2007-2008 | Nuevo rico, nuevo pobre                | Antonia de Ferreira                 |
| 2005      | Lorena                                 | Rufina De Brigard de Ferrero        |
| 2003      | A.M.A. La Academia                     | Victoria Giraldo                    |
| 1997      | Dos mujeres                            | Laura Blanco de Urdaneta            |
| 1990-1991 | Música maestro                         | Soledad "Sándalo Daza"              |
| 1989      | La rosa de los vientos                 | Rosario                             |
| 1988      | Caballo viejo                          | Yadira la ardiente                  |
| 1987      | Por amor                               |                                     |
| 1987      | Cuando llega la noche                  |                                     |
| 1987      | Mi sangre aunque plebeya               |                                     |
| 1986      | Los dueños del poder                   |                                     |
| 1985      | Gloria                                 | (História de domingo)               |
| 1984      | Camino cerrado                         |                                     |
|           | Amalia                                 | Amalia                              |
| 1983      | La pezuña del diablo                   | María Cándida                       |
| 1982      | El hombre de negro                     | La frívola                          |
| 1981      | La tía Julia y el escribidor           |                                     |
| 1980      | Bolívar, el hombre de las dificultades | Manuela Sáenz                       |
| 1979      | Córdova                                | Manuela Morales                     |
| 1979      | Los novios                             |                                     |
| 1978      | Lejos del nido                         | Filomena                            |
| 1975      | La vorágine                            | Alicia                              |
| 1975      | La feria de las vanidades              |                                     |
| 1973      | Caminos de Gloria                      |                                     |
| 1972      | Episodios de Los cuentos del domingo   |                                     |
| 1972      | Episodios de Suspenso 7:30             |                                     |
| 1972      | Lunes de comedia (episodios)           |                                     |
| 1971      | El fantasma de Canterville             |                                     |

### Filmes
| Ano  | Título                   | Personagem                   |
| ---- | ------------------------ | ---------------------------- |
| 2021 | Encanto                  | Alma 'abuela' Madrigal (voz) |
| 2019 | Amalia                   | Elena                        |
| 2019 | El que se enamora pierde | A "chefe"                    |
| 2017 | Los Oriyinales           |                              |
| 1972 | María                    |                              |

## Apresentadora
| Ano       | Programa                |
| --------- | ----------------------- |
| 2019      | La gran carpa           |
| 2005-2009 | Día a día               |
| 2002-2004 | Protagonistas de Novela |
| 2000-2001 | Las tardes de María C.  |
| 1998-2000 | María C. contigo        |

## Teatro musical
- La Mujer del año
- Sugar
- La Invencible Molly Brown
- Peter Pan
- Música maestro (1990)
- Los caballeros las prefieren rubias